# طوم تورب
طوم تورب (بالإنجليزية: Tom Thorpe)‏ (13 يناير 1993 مانشستر المملكة المتحدة - ) هو لاعب كرة قدم بريطاني، يلعب كمدافع.

## وصلات خارجية
طوم تورب على موقع الاتحاد الدولي (مؤرشف)  (الإنجليزية)
- طوم تورب على موقع الاتحاد الأوربي (الإنجليزية)
- طوم تورب على موقع قاعدة بيانات كرة القدم.إي يو (الإنجليزية)
- طوم تورب على موقع Soccerbase.com (لاعب) (الإنجليزية)
- طوم تورب على موقع Soccerway.com (الإنجليزية)
- طوم تورب على موقع عالم كرة القدم.نت (الإنجليزية)
- طوم تورب على موقع AS.com (الإسبانية)
- طوم تورب على موقع GSA (الإنجليزية)